# 白川雅業王
白川 雅業王（しらかわ まさなりおう）は、室町時代後期の日本の公卿。白川家18代当主。土佐一条氏の家礼衆として奉公していた。

## 生涯
白川資氏王の子として誕生。初名は雅益（まさます）。大叔父に当たる忠富王の娘を嫁として忠富王の猶子となる。文亀元年7月、従五位上に昇叙したときには雅業と改名していた。永正7年1月、忠富王の所労のため伯職を譲られ、雅業王と称す。同15年、従三位となり公卿入りを果たす。大永3年には二度の軽服、翌年には一度の軽服、翌5年にはさらに一度の軽服があった。永禄3年（1560年）、長男の白川兼親王やその子・白川富親王は存命していたものの、彼らを後継者とすることなく薨去した。享年73歳。法名は乗品。

## 官歴
- 明応9年12月26日（1501年1月15日）、従五位下、侍従
- 文亀元年7月19日（1501年9月1日）、従五位上
- 文亀元年12月3日（1502年1月11日）、左近衛少将
- 永正3年11月9日（1506年11月23日）、正五位下
- 永正6年1月9日（1509年1月29日）、従四位下
- 永正7年1月25日（1510年3月5日）、神祇伯、左近衛中将へ転任
- 永正9年1月7日（1512年1月25日）、従四位上
- 永正12年1月24日（1515年2月7日）、正四位下
- 永正15年6月23日（1518年7月30日）、従三位、左近衛中将辞任
- 大永2年1月9日（1522年2月5日）、正三位
- 大永2年3月29日（1522年4月25日）、信濃権守を兼任[6]
- 享禄2年2月17日（1529年3月26日）、従二位
- 天文5年2月21日（1536年3月13日）、正二位
- 天文8年3月23日（1539年4月11日）、信濃権守を再び兼任[7]

## 系譜
- 実父：白川資氏王（1456 - 1504）
- 実母：祐心（1463 - 1490） - 本願寺８世蓮如七女
  - 実兄弟：真永、興行寺蓮尭室、専修寺顕誓室、興正寺蓮秀室[8]
- 養父：白川忠富王
- 妻：白川忠富王の娘[9]
  - 男子：白川兼親[10]（? - ?） - 嫡男、土佐一条氏諸大夫
  - 女子：慈恵院[11]（? - 1618） - 中山親綱室
  - 養子：白川雅朝王（1555 - 1631） - 中院通為次男